# Radosław Janukiewicz
Radosław Janukiewicz (Breslavia, 5 maggio 1984) è un calciatore polacco, portiere del Rega Trzebiatów.

## Carriera

### Club

#### Sląsk Wrocław
Janukiewicz ha cominciato la carriera con la maglia dello Śląsk Wrocław. Ha esordito in I liga, all'epoca nome della massima divisione polacca, in data 20 ottobre 2001: è subentrato a Krzysztof Pyskaty nella sconfitta casalinga per 0-4 contro il Pogoń Stettino. Al termine di quella stessa stagione, lo Sląsk Wrocław è retrocesso in II liga. Janukiewicz è rimasto in forza allo Sląsk Wrocław fino al mese di gennaio 2008, militando sempre nella seconda serie polacca.

#### Zagłębie Lubin
Durante la sessione invernale di calciomercato della stagione 2007-2008, Janukiewicz si è trasferito allo Zagłębie Lubin, tornando così nella massima divisione locale. Ha debuttato con questa casacca il 30 maggio 2008, sostituendo il portiere titolare Aleksander Ptak in occasione della vittoria per 3-1 sul KS Cracovia. A fine stagione è tornato allo Sląsk Wrocław per fine prestito.

#### Skoda Xanthī e Stilon
Nell'estate 2008 è passato ai greci dello Skoda Xanthī, militanti in Souper Ligka Ellada. Non ha disputato alcuna partita nella massima divisione greca, tornando in Polonia a gennaio 2009: ha firmato infatti un accordo con lo Stilon, in I liga (diventato il nome della seconda divisione). Il 14 marzo ha disputato la prima partita, nella sconfitta per 2-0 arrivata sul campo del Flota Świnoujście.

#### Pogoń Stettino
Nell'estate 2009 è passato a titolo definitivo al Pogoń Stettino, militante sempre in I liga. Il 26 settembre ha effettuato il proprio debutto, schierato titolare nel pareggio per 0-0 contro lo Stal Stalowa Wola. Ha contribuito alla promozione in Ekstraklasa, arrivata al termine del campionato 2011-2012. Rimasto in squadra per altre tre stagioni, Janukiewicz ha difeso i pali della porta del Pogoń Stettino in 173 partite e ha subito 208 reti, tra tutte le competizioni.

#### Strømsgodset
Il 1º aprile 2017, i norvegesi dello Strømsgodset hanno reso noto d'aver ingaggiato Janukiewicz con la formula del prestito: l'accordo sarebbe stato valido sino al 30 giugno successivo. È tornato al Pogoń Stettino per fine prestito, nei termini stabiliti.

#### Chojniczanka Chojnice
Il 5 luglio 2017 è passato allo Chojniczanka Chojnice.

### Nazionale
Il 6 maggio 2014, Janukiewicz è stato convocato dal commissario tecnico della Polonia Adam Nawałka in vista della partita amichevole da disputarsi contro la Germania il successivo 13 maggio: è rimasto in panchina per tutta la durata dell'incontro, terminato con un pareggio per 0-0.

## Statistiche

### Presenze e reti nei club
Statistiche aggiornate al 26 agosto 2020.
| Stagione                     | Club                         | Campionato                   | Campionato | Campionato | Coppe nazionali | Coppe nazionali | Coppe nazionali | Coppe continentali | Coppe continentali | Coppe continentali | Supercoppe | Supercoppe | Supercoppe | Totale | Totale |
| Stagione                     | Club                         | Comp                         | Pres       | Reti       | Comp            | Pres            | Reti            | Comp               | Pres               | Reti               | Comp       | Pres       | Reti       | Pres   | Reti   |
| ---------------------------- | ---------------------------- | ---------------------------- | ---------- | ---------- | --------------- | --------------- | --------------- | ------------------ | ------------------ | ------------------ | ---------- | ---------- | ---------- | ------ | ------ |
| 2001-2002                    | Sląsk Wrocław                | 1L                           | 1          | -1         | CP              | ?               | -?              | -                  | -                  | -                  | -          | -          | -          | ?      | -?     |
| 2002-2003                    | Sląsk Wrocław                | 2L                           | ?          | -?         | CP              | ?               | -?              | -                  | -                  | -                  | -          | -          | -          | ?      | -?     |
| 2003-2004                    | Sląsk Wrocław                | 2L                           | ?          | -?         | CP              | ?               | -?              | -                  | -                  | -                  | -          | -          | -          | ?      | -?     |
| 2004-2005                    | Sląsk Wrocław                | 2L                           | ?          | -?         | CP              | ?               | -?              | -                  | -                  | -                  | -          | -          | -          | ?      | -?     |
| 2005-2006                    | Sląsk Wrocław                | 2L                           | ?          | -?         | CP              | ?               | -?              | -                  | -                  | -                  | -          | -          | -          | ?      | -?     |
| 2006-2007                    | Sląsk Wrocław                | 2L                           | ?          | -?         | CP              | ?               | -?              | -                  | -                  | -                  | -          | -          | -          | ?      | -?     |
| 2007-gen. 2008               | Sląsk Wrocław                | 2L                           | 19         | -15        | CP              | ?               | -?              | -                  | -                  | -                  | -          | -          | -          | ?      | -?     |
| gen.-giu. 2008               | Zagłębie Lubin               | 1L                           | 2          | -1         | CP              | 1               | -2              | -                  | -                  | -                  | -          | -          | -          | 3      | -3     |
| lug.-dic. 2008               | Skoda Xanthī                 | SL                           | 0          | 0          | CG              | ?               | -?              | -                  | -                  | -                  | -          | -          | -          | ?      | -?     |
| gen.-giu. 2009               | Stilon                       | 1L                           | 7          | -12        | CP              | -               | -               | -                  | -                  | -                  | -          | -          | -          | 7      | -12    |
| 2009-2010                    | Pogoń Stettino               | 1L                           | 24         | -26        | CP              | 5               | -3              | -                  | -                  | -                  | -          | -          | -          | 29     | -29    |
| 2010-2011                    | Pogoń Stettino               | 1L                           | 21         | -29        | CP              | 2               | -1              | -                  | -                  | -                  | -          | -          | -          | 23     | -30    |
| 2011-2012                    | Pogoń Stettino               | 1L                           | 31         | -28        | CP              | 0               | 0               | -                  | -                  | -                  | -          | -          | -          | 31     | -28    |
| 2012-2013                    | Pogoń Stettino               | EK                           | 20         | -24        | CP              | 1               | -1              | -                  | -                  | -                  | -          | -          | -          | 21     | -25    |
| 2013-2014                    | Pogoń Stettino               | EK                           | 36         | -50        | CP              | 1               | -3              | -                  | -                  | -                  | -          | -          | -          | 37     | -53    |
| 2014-2015                    | Pogoń Stettino               | EK                           | 32         | -43        | CP              | 0               | 0               | -                  | -                  | -                  | -          | -          | -          | 32     | -43    |
| Totale Pogoń Stettino        | Totale Pogoń Stettino        | Totale Pogoń Stettino        | 164        | -200       |                 | 9               | -8              |                    | -                  | -                  |            | -          | -          | 173    | -208   |
| 2015-2016                    | Górnik Zabrze                | EK                           | 12         | -19        | CP              | 0               | 0               | -                  | -                  | -                  | -          | -          | -          | 12     | -19    |
| apr.-giu. 2017               | Strømsgodset                 | ES                           | 5          | -7         | CN              | 2               | -4              | -                  | -                  | -                  | -          | -          | -          | 7      | -11    |
| 2017-2018                    | Chojniczanka Chojnice        | 1L                           | 34         | -33        | CP              | 5               | -8              | -                  | -                  | -                  | -          | -          | -          | 39     | -41    |
| 2018-2019                    | Chojniczanka Chojnice        | 1L                           | 32         | -46        | CP              | 1               | -1              | -                  | -                  | -                  | -          | -          | -          | 39     | -41    |
| 2019-2020                    | Chojniczanka Chojnice        | 1L                           | 26         | -49        | CP              | 0               | 0               | -                  | -                  | -                  | -          | -          | -          | 26     | -49    |
| Totale Chojniczanka Chojnice | Totale Chojniczanka Chojnice | Totale Chojniczanka Chojnice | 92         | -128       |                 | 6               | -9              |                    | -                  | -                  |            | -          | -          | 98     | -137   |
| Totale                       | Totale                       | Totale                       | ?          | -?         |                 | ?               | -?              |                    | -                  | -                  |            | -          | -          | ?      | -?     |